# Свенцицкий, Паулин
Паулин Свенцицкий (пол. Paulin Święcicki; 1841—1876) — польский и украинский писатель, журналист, драматург и переводчик (писал под псевдонимами П. Стахурский, Павло Свій). С 1863 работал в Галиции.

## Биография
Родился в селе Варшица (ныне в черте города Калиновка Винницкой области) в семье польских помещиков.
Окончил лицей в Каменце-Подольском, а затем Киевский университет. Вместе с Владимиром Антоновичем принимал активное участие в движении хлопоманов. В Киеве, Свенцицкий принадлежал к партии «поляков-русинов», предоставляющей первостепенное значение просветительской работе среди украинского крестьянства и достижению взаимопонимания между Россией и Польшей. Участвовал в польском восстании 1863 года. После разгрома восстания бежал в габсбургскую  Галицию, поселился во Львове и работал актёром театра, а затем стал учителем в местной гимназии и журналистом. Был страстным поклонником творчества Тараса Шевченко, ещё студентом распространял его стихи среди крестьян. Там, вместе со многими бывшими деятелями польского повстанческого движения в Украине, Свенцицкий установил контакты со средой украинофилов-народников. В этом ему помогли польские деятели галицко-русинского происхождения из редакции ведущего львовского журнала «Gazeta Narodowa», в частности, Ян Добжанский и Платон Костецкий — бывший соредактор «Зари Галицкой». Встречи киевских хлопоманов и львовских народников происходили регулярно в течение 1863—1864 годов в редакции украинского журнала «Мета» и в доме Паулина Костецкого. Одним из вопросов, обсуждавшихся на встречах, была выработка условий понимания с польским Национальным правительством.
В конце 1863 года на страницах львовской «Меты» был напечатан ряд сообщений хлопоманов о ситуации в Украине. Наряду с другими хлопоманами Свенцицкий привнёс в галицкую народовецкую среду идеалы антиимперской борьбы за свободу и видение общего с поляками национального освобождения.
Поражение польского восстания весной 1864 года и введение чрезвычайного положения в Галичине привело к тому, что большинство хлопоманов эмигрировало за границу Российской империи. Свенцицкий выехал в Вену, где посещал университетские лекции Франца Миклошича, а по их окончании прошёл у него экзамен по русской мове. Вскоре он вернулся во Львов и до середины 1870-х годов оставался заметной фигурой в общественной жизни Галичины.
Писатель умер 12 сентября 1876 года, во Львове, похоронен на Лычаковском кладбище, поле № 56. Оставил после себя бесценное культурное наследие для украинского и польского народов.

## Творческая деятельность
Началом творческой деятельности можно считать 1864—1865 годы, когда Свенцицкий начинает выступать на сцене украинского театра под руководством Емельяна Бачинского во Львове, под псевдонимами Даниил Лозовский, Сельский, а также занимается переводом пьес польских, российских, французских авторов на украинский язык. Премьера пьесы «Москаль-чарівник» с музыкой А. Янковского, которую Свенцицкий адаптировал к Галицкой сцене, имела огромный успех.
В 1864 году работал над сентиментальной драмой Юзефа Коженёвского «Цыгане» в пяти актах, намереваясь превратить стихотворный оригинал в прозу с добавлением полонизмов, но текст так и остался приближенным к оригиналу. В том же году львовский издатель Михаил Поремба объявил подписку на публикации журнала «Русский театр», хотя инициатором идеи издания серии номеров был именно Свенцицкий. В первом выпуске должно было быть напечатано двенадцать переведённых пьес, но свет увидели только четыре, а в «Русской читальне» Ксенофонта Климковича вышло только три под псевдонимом Даниил Лозовский. В 1865 году вышла в свет адаптация мольеровского «Жоржа Дандена» под названием «Гаврила Бамбула» в трёх действиях. Позже вышла переработка одноактовой оперетты «Галя» (переработка французского оригинала «Ketly», адаптированная к галицкой жизни), музыку к которой написал Михаил Вербицкий.
Некоторые произведения Свенцицкого были написаны в духе романтического украинского патриотизма. Зато в повести о жизни украинского народа «Колись було» он пытался продемонстрировать гармонию исторических отношений украинского казачества с польской шляхтой. В серии публикаций в народовецкой «Мете», под названием «Письма киевского славянина», опубликованных в конце 1865 года, Свенцицкий рассматривал славянский мир как преемника цивилизационно падшего Запада.
Ещё во время учёбы в Киевском университете Свенцицкий увлёкся произведениями Тараса Шевченко. Здесь, «W Kyjiwi 1862 r.» он написал на украинском языке драму «Катерина» (по одноимённой поэме Шевченко), которую опубликовал в 1866—1867 годах. А толчком к написанию драматических произведений стали работы университетских товарищей Свенцицкого из кружка киевских любителей. А в брошюре «XIX век в украинской литературе» (1871) Свенцицкий объяснил причины своего перехода к украинству и собственное его понимание. По его мнению, Шевченко — гений Украины — превзошёл Байрона, Гёте и Словацкого, потому что его поняли не только узкие элитные круги, но и 15 миллионов простых людей.
Известен как основатель (1864) и главный редактор польско-украинского ежемесячника «Sioło» («Село»; с подзаголовком «Коллективное издание, посвящённое народным украинско-русским делам» — пол. Pismo zbiorowe, poświęcone rzeczom ludowym ukraińsko-ruskim). Посредством издания знакомил польского читателя с украинской культурой и литературой, параллельно с произведениями Григория Квитки-Основьяненко («Маруся»), Марко Вовчка («Институтка», «Чары») и Юрия Федьковича («Рекрут», «Довбуш» и другие), публиковал латиницей произведения Тараса Шевченко: поэмы «Катерина», «Наймичка», «Неофиты»; балладу «Тополь» и стихи «Чего ты ходишь на могилу?», «Рано утром новобранцы», «Ой три пути широких», тексты которых Свенцицкий брал из различных изданий «Кобзаря», изданных в 1844—1860 годах. Также популяризировал произведения Шевченко и в польских переводах. Так, в течение 1866—1868 годов в его переводе опубликованы следующие произведения Шевченко: «Кавказ», «Разрытая могила», «Рано утром новобранцы», «Ой три пути широких», «Чигирине», «Проходят дни, проходят ночи», «Завещание», «Есть на свете судьба» (отрывок из поэмы «Катерина») и «Садок вишнёвый около хаты». Помимо этого творчески использовал поэзию Шевченко в очерке «Воспоминания изгнанника» и в комедии «Мещанка» (1866).
2 сентября 1868 года во Львове создано общество «Просвита». Свенцицкий, уже под псевдонимом Павло Свій, принимает активное участие в его работе и выпускает сборник басен (1874) и «Як ярмаркували Тарас з Мотрею?» (1871; в соавторстве с Анатолем Вахнянином).
В 1867—1869 годах Свенцицкий был редактором львовских изданий — еженедельника «Nowiny» и журналов — юмористического «Дуля» и педагогического «Szkola».
В 1869 году от наместника Галичины графа Агенора Голуховского получил должность преподавателя русского языка Львовской украинской академической гимназии, где работал до 1875 года. За время работы в гимназии Свенцицкий подготовил рукопись «Украинской (русской) языковой грамматики для учащихся гимназий и реальных школ». Однако рецензия на работу от университетского профессора Емельяна Огоновского была неодобрительной, и «Грамматика» так и не была напечатана.
В последующие годы Свенцицкий публиковал повести и рассказы («Przed laty», «Trójlka», «Opowieści stepowe»), посвящённые преимущественно изображению украинской жизни. Он также перевёл на украинский язык «Гамлета» Шекспира (перевод первого действия трагедии был опубликован в журнале «Нива» под псевдонимом Павло Свій) и некоторые другие произведения.
В 1871 году из-под пера Свенцицкого вышли сборники «Степные рассказы» и «Век XIX в діјах литературы украјінськојі», затем в 1876 году вышел сборник драматических произведений «Святослав Игоревич» и сборник лирических стихов.

## Борьба с москвофильством
Отстаивал независимость украинского народа от поляков и русских, боролся с москвофильством, был единомышленником Франциска Духинского, пропагандировал идею противостояния «славянской Руси» с Москвой.
Галицкие украинцы до середины XIX века называли себя «русинами», а Свенцицкий первым на Галичине употребил хороним «украинско-русский» в редактируемом им журнале «Sioło» («Село»). В первом выпуске, который появился в июле 1866 г., во «Вступительном слове» редакция подчеркнула: «На пространстве от Балтийского моря до Чёрного, от Кавказа до Карпат видим оседлый пятнадцатимиллионный народ, что говорит на другом языке, имеет общие нравы и обычаи, везде верен своим традициям и одну лелеет надежду». По свидетельству Ивана Франко:
Сколько знаем, собственно Свенцицкому принадлежит первому термин «украинско-русский» / Скільки знаємо, власне Свєнціцькому належить першому термін «українсько-руський»
Журнал «Село» пропагандировал идею польско-украинского сотрудничества, продвижение украинской культуры, публиковал исторические документы, в частности, Повесть временных лет. В 1867 г. ввиду отсутствия финансирования журнал «Sioło» был закрыт.
В российском фильме «Убить русского в себе» рассказывается, что слово «Украина» впервые употребил в середине XIX века Свенцицкий. Он же и стал развивать украинский язык.

## Другие его труды
- «Odmiana zaimkow» (1871),
- «Mowa ludzka, jej układ pierwetny i budowa» (1873),
- «Wycieczka do Pionin» (1869).